# Бенін на літніх Олімпійських іграх 2024
Бенін на літніх Олімпійських іграх 2024 представляли п'ять спортсменів у чотирьох видах спорту.